# سرویس حفاظت فدرال (روسیه)
سرویس حفاظت فدرال (روسی: Федеральная служба охраны, ФСО) فدراسیون روسیه، یک سازمان دولتی فدرال است که مسئولیت حفاظت از چند مقام عالی‌رتبه دولتی از جمله رئیس‌جمهوری روسیه و هم‌چنین برخی املاک خاص فدرال را بر عهده دارد. خاستگاه این سازمان به اداره کل نهم کاگ‌ب و سپس به اداره اصلی گارد (GUO) برمی‌گردد.

## ساختار و فرماندهی
از ۱۸ مه ۲۰۰۰ تا ۲۶ مه ۲۰۱۶، این سازمان توسط ژنرال یوگنی موروف اداره می‌شد. از ۲۶ مه ۲۰۱۶ تا به امروز، ریاست این سازمان را ژنرال دمیتری کوچنو بر عهده دارد. این سازمان حدود ۵۰۰۰۰ پرسنل نظامی و چند هزار پرسنل لباس‌شخصی تحت خدمت خود دارد و چگت را که در زمان جنگ هسته‌ای به کار می‌رود کنترل می‌کند. سرویس حفاظت فدرال سازمانی قدرتمند در روسیه است، به گونه‌ای که مأموران آن اجازه مراقبت، بازرسی و بازداشت را بدون حکم قضایی دارند.

## مطالب وابسته
- سرویس امنیت فدرال روسیه
- سرویس مخفی ایالات متحده آمریکا
- سرویس اطلاعات خارجی